# Glenea subadelia
Glenea subadelia är en skalbaggsart som beskrevs av Stefan von Breuning 1969. Glenea subadelia ingår i släktet Glenea och familjen långhorningar. Inga underarter finns listade i Catalogue of Life.